# E-40
E-40, właśc. Earl Stevens (ur. 15 listopada 1967 w Vallejo) – amerykański raper reprezentujący zachodnie wybrzeże Stanów Zjednoczonych, a dokładnie rejon Zatoki San Francisco.

## Życiorys
Stevens wychował się w Vallejo. Zadebiutował w roku 1990 na minialbumie Let's Side. Produkcją płyty zajęli się Mike Mosley i Al Eaton, natomiast wydaniem albumu zajęła się niezależna wytwórnia Sick Wid' It Records założona przez samego E-40. W 1993 roku wydał swój pierwszy długogrający album zatytułowany Federal. Zawierał on początkowo 14 utworów, gdyż reedycja wydana dwa lata później miała 11 piosenek. Wyprodukowaniem płyty zajął się Studio Ton, wydawcą był Stevens, we współpracy z SMG (Solar Music Group). Po pokazie talentów na Grambling State University, E-40, B-Legit, Suga-T i D-Shot utworzyli grupę muzyczną The Click.
W 1994 r. 40 Water, wraz z Too $hortem, Spice 1 i Ant Banksem byli pierwszym raperami z Bay Area, którym udało się zdobyć kontrakt z komercyjną wytwórnią Jive Records. In a Major Way był drugim studyjnym albumem E-40. Został wydany w marcu 1995 r. Muzyka wspomogli Tupac Shakur, Spice 1, Mac Shawn z grupy Funk Mobb czy Celly Cel. W pierwszym tygodniu sprzedał się w ilości 70.000 egzemplarzy, debiutując na 13. miejscu notowania Billboard 200. Jest to jedyna płyta rapera, która uzyskała status platynowej płyty. Do 2000 roku Stevens wydał kilka albumów, z których dwa (Tha Hall of Game i The Element of Surprise) stały się złote.
W 2002 roku E-40 wydał album pt. Grit & Grind. Krytycy wysoko oceniali płytę. Kompozycja zadebiutowała na 13. miejscu notowania Billboard 200 i 5. na Top R&B/Hip-Hop Albums. Muzyka wspomogli między innymi Fabolous, Petey Pablo, Lil Jon czy Bun B. Rok później, w lipcu ukazała się kolejna płyta rapera pt. Breakin’ News. Zadebiutowała na 16. miejscu notowania Billboard 200 i 4. na Top R&B/Hip-Hop Albums. W pierwszym tygodniu sprzedano ponad 50.000 egzemplarzy. Utwór "Act A Ass" znalazł się w filmie Be Cool z 2005 roku. Wkrótce potem Stevens rozwiązał kontrakt z Jive Records, by nawiązać współpracę z wytwórnią Lil Jona – BME Recordings oraz z Warner Bros. Records. 1 lutego 2006 roku Earl wydał singel zatytułowany "Tell Me When to Go" w którym gościnnie wystąpił Keak da Sneak. Promował on nadchodzący album My Ghetto Report Card. Piosenka stała się wielkim sukcesem w stanach Zjednoczonych. 14 marca 2006 roku odbyła się premiera dziewiątego studyjnego albumu My Ghetto Report Card. Rapera wspomogli między innymi UGK, Juelz Santana, T-Pain czy Too Short. Kompozycja zadebiutowała na wysokiej trzeciej pozycji w notowaniu Billboard 200 opracowanego przez magazyn Billboard. Na liście Top R&B/Hip-Hop Albums, płyta uplasowała się na najwyższym miejscu. W pierwszym tygodniu sprzedano około 95.000 egzemplarzy. Album został zatwierdzony jako złota płyta przez Recording Industry Association of America.
Dwa lata później, w listopadzie 2008 roku odbyła się premiera kolejnego albumu Stevensa pt. The Ball Street Journal. Pierwszym singlem był utwór "Wake It Up", w którym wystąpił Akon. W piosence wykorzystano efekty Auto-Tune. Na płycie wystąpili tacy goście jak Game, Snoop Dogg, Ice-T czy Gucci Mane. Produkcja zadebiutowała na 42. miejscu listy Billboard 200. Był to ostatni album dla wytwórni Lil Jona, gdyż E-40 ponownie podpisał kontrakt z wytwórnią Jive Records. Rok 2010 dla Earla był przełomowy, 30 marca wydał dwa albumy zatytułowane Revenue Retrievin’: Day Shift i Revenue Retrievin’: Night Shift. Obie płyty zawierają po 19 utworów. Gościnnie wystąpili Too Short, Gucci Mane czy Mistah F.A.B., natomiast na drugim albumie Jazze Pha, Suga Free czy Bobby Valentino. W sumie oba albumy sprzedały się w ilości 80.000 egzemplarzy.
W 2009 roku Earl wystąpił w utworze "Santana DVX" na płycie Incredibad grupy The Lonely Island. Również w tym roku pojawił się na płycie I’m Not a Fan, But the Kids Like It! w utworze "Booty Call" – grupy muzycznej BrokeNCYDE. Wspomógł także Gucciego Mane’a w utworze "Kush Is My Cologne" obok Bun B i Devin the Dude. Piosenka znalazła się na płycie The State vs. Radric Davis.
29 marca 2011 roku odbyła się premiera dwóch płyt zatytułowanych Revenue Retrievin’: Overtime Shift i Revenue Retrievin’: Graveyard Shift. W celu promocji obu albumów, wydano utwór pt. "She Smashed the Homie", w którym wystąpili Snoop Dogg i Ray J. Revenue Retrievin’: Overtime Shift zadebiutował na 42. miejscu notowania Billboard 200, ze sprzedażą 13.000 egzemplarzy w pierwszym tygodniu. Do 17 kwietnia 2011 roku sprzedano 20.970 egzemplarzy. Revenue Retrievin’: Graveyard Shift uplasował się na 40. miejscu listy Billboard 200, ze sprzedażą 14.000 egzemplarzy w pierwszym tygodniu. Do 17 kwietnia tego samego roku sprzedano 21.606 nośników. 26 marca 2012 rok ukazała się trylogia albumu The Block Brochure: Welcome to the Soil. Pierwotnie albumy miały zostać wydane 28 lutego 2012 roku. Także w tym roku ukazały się dwa wspólne albumy E-40 i Too Shorta zatytułowane History: Function Music i History: Mob Music. Prace nad projektami trwały od 2010 roku.

## Dyskografia
Albumy studyjne
- Federal (1993)
- In a Major Way (1995)
- Tha Hall of Game (1996)
- The Element of Surprise (1998)
- Charlie Hustle: The Blueprint of a Self-Made Millionaire (1999)
- Loyalty and Betrayal (2000)
- Grit & Grind (2002)
- Breakin’ News (2003)
- My Ghetto Report Card (2006)
- The Ball Street Journal (2008)
- Revenue Retrievin’: Day Shift (2010)
- Revenue Retrievin’: Night Shift (2010)
- Revenue Retrievin’: Overtime Shift (2011)
- Revenue Retrievin’: Graveyard Shift (2011)
- The Block Brochure: Welcome to the Soil 1 (2012)
- The Block Brochure: Welcome to the Soil 2 (2012)
- The Block Brochure: Welcome to the Soil 3 (2012)
- The Block Brochure: Welcome to the Soil 4 (2013)
- The Block Brochure: Welcome to the Soil 5 (2013)
- The Block Brochure: Welcome to the Soil 6 (2013)
- Sharp On All 4 Corners: Corner 1 (2014)
- Sharp On All 4 Corners: Corner 2 (2014)

Wspólne albumy
- History: Function Music (z Too Shortem, 2012)
- History: Mob Music (z Too Shortem, 2012)